# Dariusz Skrzypczak
Dariusz Skrzypczak (Rawicz, 13 november 1967) is een Pools voormalig voetballer en huidig trainer, hij speelde als middenvelder.

## Carrière
Skrzypczak maakte zijn profdebuut voor de Poolse club Lech Poznań waar hij tien seizoenen speelde alvorens over te stappen naar de Zwitserse club FC Aarau waarvoor hij meer dan 300 wedstrijden speelde. Hij eindigde zijn carrière voor FC Langenthal in 2007. Hij werd met Lech Poznań, drie keer kampioen in 1990, 1992 en 1993, de beker won hij in 1988 en de supercup in 1990 en 1992.
Later werd hij assistent-trainer en trainer bij verschillende clubs in Zwitserland. In 2019 ging hij als assistent aan de slag bij Lech Poznań maar hield het een jaar later alweer voor bekeken. Hij ging aan de slag bij het Poolse Stal Mielec maar werd in november 2020 daar ontslagen en ging aan de slag als assistent bij Rakow Czestochowa.
Hij speelde zeven interlands voor Polen waarin hij niet tot scoren kwam.

## Erelijst
- Lech Poznań
  - Ekstraklasa: 1990, 1992, 1993
  - Puchar Polski: 1988
  - Poolse supercup: 1990, 1992